# (9499) Excalibur
(9499) Excalibur, désignation internationale (9499) Excalibur, est un astéroïde de la ceinture principale.

## Description
(9499) Excalibur est un astéroïde de la ceinture principale. Il fut découvert par Cornelis Johannes van Houten, Ingrid van Houten-Groeneveld et Tom Gehrels le 29 septembre 1973 à l'observatoire Palomar. Il présente une orbite caractérisée par un demi-grand axe de 2,939 UA, une excentricité de 0,005 et une inclinaison de 0,954° par rapport à l'écliptique.
Il fut nommé en hommage à Excalibur, épée magique du Roi Arthur, personnage de la légende arthurienne.

## Compléments